# Риос, Хавьер
Франси́ско Хавье́р Ри́ос Ферна́ндес (исп. Francisco Javier Ríos Fernández, род. 7 декабря 1981 года) — испанский актёр театра и кино, наиболее известный по роли в сериале «Чёрная лагуна».

## Биография

### Ранние годы
Хавьер Риос родился в городе Сабаделе, но вырос в Хихоне. С самого детства Хавьер мечтал стать актёром, однако родители не поддерживали эту идею. В 17 лет Хавьер бросил школу и уехал из дома в Мадрид. Там он начал учиться театральному мастерству, два года находился в компании «La Barraca».
После учёбы начал выступать на сцене, играя небольшие роли в таких постановках как «Los Amores de Ximena War» или «El Bufón del Rey». Также начал телевизионную карьеру, снимаясь в рекламе, например Кока-колы. В 2000 году сыграл эпизодическую роль в фильме «Ты один».

### Карьера
Хотя большой экран привлекал Хавьера Риоса больше чем малый, он начал сниматься в сериалах, начав с «Центральной больницы». Началом популярности Хавьера стал сериал «Мои любимые соседи». Наиболее популярными были его роли в сериале «Чёрная лагуна» (2007—2010), где он сыграл двух братьев-близнецов — Даниеля и Уго Алонсо.
В большом кино начал сниматься в 2003 году, сыграв в фильме «Ноябрь». В 2004 сыграл в телевизионном фильме «Rapados».
На театральной сцене Хавьер Риос участвовал в нескольких постановках, таких как «Стеклянный зверинец» в 2000 году и «Шут короля» в 2001 году.

## Фильмография
| Год       |    | Русское название     | Оригинальное название | Роль                                                  |
| --------- | -- | -------------------- | --------------------- | ----------------------------------------------------- |
| 2000      | с  | Центральная больница | Hospital Central      | Пабло / Pablo                                         |
| 2003      | ф  | Ноябрь               | Noviembre             | Хуан / Juan                                           |
| 2004—2006 | с  | Мои любимые соседи   | Mis adorables vecinos | Кристиан / Christian                                  |
| 2004      | тф |                      | Rapados               |                                                       |
| 2006      | ф  | Голубые дни          | Días azules           | Карлос / Carlos                                       |
| 2007      | ф  |                      | Casual Day            | Руй / Ruy                                             |
| 2007      | ф  | Голос Габриэль       | Escuchando a Gabriel  | Габриэль / Gabriel                                    |
| 2007—2008 | с  | Обратный отсчёт      | Cuenta atrás          | Андрес Медина / Andrés Medina                         |
| 2007      | с  | Синдром Улисеса      | El síndrome de Ulises | Чарли / Charly                                        |
| 2007—2010 | с  | Чёрная лагуна        | El internado          | Уго Алонсо/Даниель Алонсо / Hugo Alonso/Daniel Alonso |
| 2009      | ф  | Зомби и сигареты     | Zombies & Cigarettes  | Кендо / Kendo                                         |
| 2011      | тф |                      | Terapia               |                                                       |
| 2012—2012 | с  | Империя              | Imperium              | Тито / Tito                                           |